# Oratorio della Carità (Palermo)
L'oratorio della Carità di San Pietro è un oratorio situato nel centro storico di Palermo. È ubicato in Via Maqueda nel mandamento Monte di Pietà o Seralcadi, adiacente alla chiesa di Santa Ninfa dei Crociferi.

## Storia

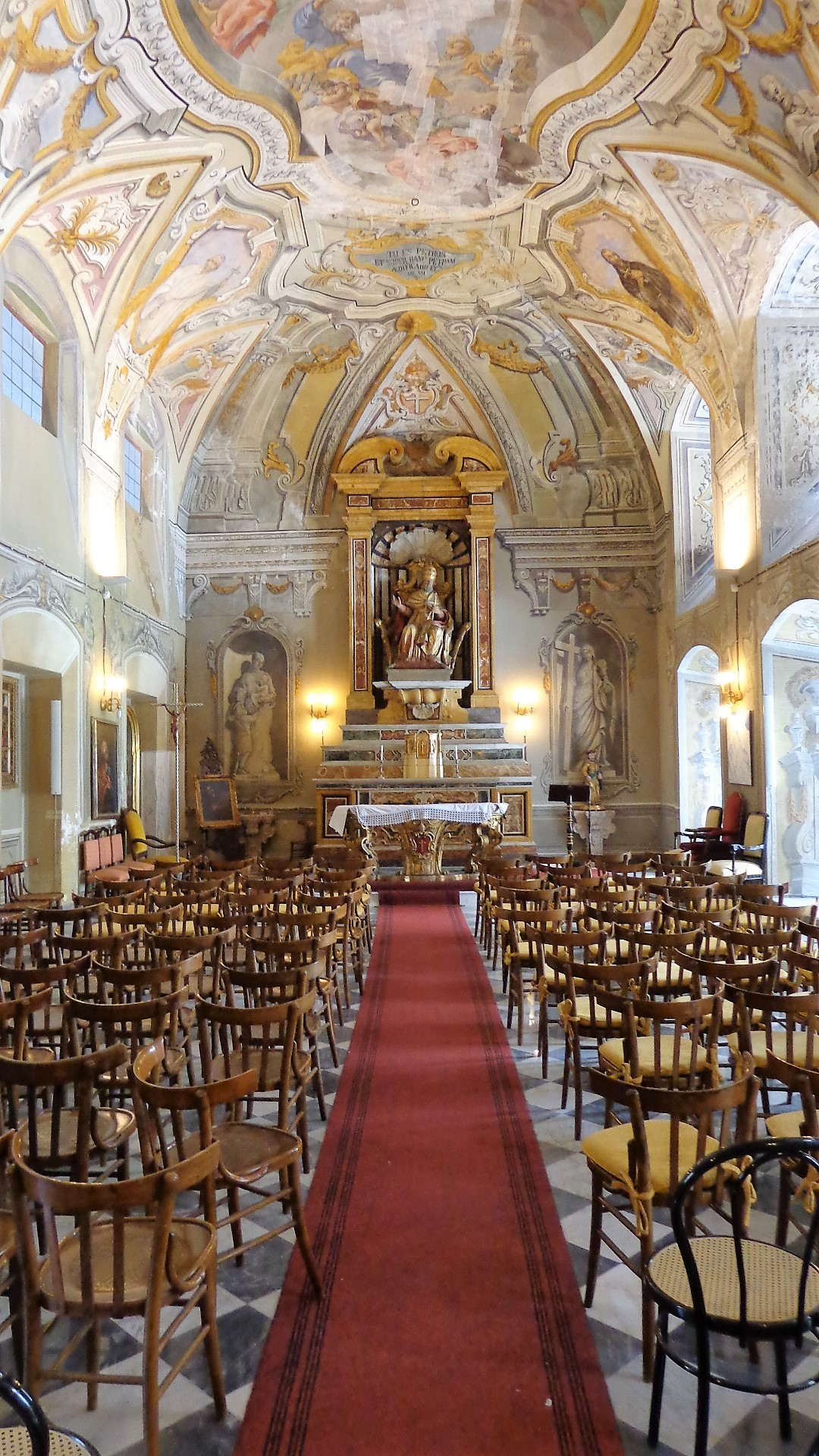
Altare maggiore.

- 1736, Congregazione dei Sacerdoti secolari sotto il titolo della «Carità di San Pietro» fondata dal sacerdote Giovanni Merlo.[2]

La congregazione fu fondata con lo scopo di aiutare e sostenere i preti poveri, quelli malati - garantendo loro adeguata assistenza sanitaria, permettere la redenzione dalla schiavitù di quei sacerdoti siciliani oppressi e predati dagli infedeli, in mancanza di mezzi e altre fonti di sussistenza - assicurare loro una dignitosa sepoltura.

## Descrizione
Gli ambienti occupano alcuni vani ubicati al primo piano, ala destra, con accesso dal chiostro e dal portale principale della Casa dei Crociferi. Le finestre dell'aula principale e di altri ambienti di disimpegno si affacciano su Via Maqueda.
Istituzione risalente al 1608, presenta gli interni interamente affrescati dal fiammingo Guglielmo Borremans e dalla sua bottega nel 1738. Le decorazioni riportano delle finte architetture sulle pareti, culminano nell'affresco della volta raffigurante la Liberazione di San Pietro dal carcere e quello centrale dell'aula con la Gloria di San Pietro. 
L'oratorio mutò fortemente il suo assetto alla fine del XIX secolo, a causa di rimaneggiamenti finalizzati alla creazione di vani al pian terreno destinati ad uso bottega.
Le superfici sono interamente ricoperte da pitture con architetture effimere, trompe-l'œil, cartigli, conchiglie, finti stucchi, vele, festoni e ghirlande vegetali, ornati, cornici, nicchie con figure di Virtù (Carità, Fede, Giustizia, Prudenza), medaglioni con busti di santi (San Francesco d'Assisi, Sant'Acacio Vescovo, San Paolino di Nola, Sant'Aniano, San Rimberto, ?), mensole, riccioli, volute e decorazioni con motivi a foglia d'acanto.
- Ingresso - antioratorio.
- Salottino disimpegno.
- Aula oratorio.